# Madelon Claudet bűne
A Madelon Claudet bűne (The Sin of Madelon Claudet) egy Edgar Selwyn rendezésében készült 1931-ben bemutatott amerikai filmdráma. A forgatókönyv alapjául Edward Knoblock The Lullaby című színműve szolgált. A történet egy tévedésből bebörtönzött nőről szól, aki tolvajlásra és prostitúcióra kényszerül, hogy biztosítsa fia jólétét. A címszerepben Helen Hayes látható, akit az Akadémia Oscar-díjjal jutalmazott legjobb női főszereplő kategóriában.

## Történet
Amikor az elhanyagolt feleség Alice (Karen Morley) eldönti, hogy elhagyja a doktor férjét Lawrencet (Robert Young), barátja Dr. Dulac (Jean Hersholt) megállítja és elmesél neki egy történetet egy másik nőről, egy francia parasztember lányáról, Madelon Claudetről (Helen Hayes). A nőt rábeszélte az amerikai barátja Larry Maynard (Neil Hamilton), hogy szökjön el vele. Később a férfinek vissza kellett térnie az Egyesült Államokba a beteg apja miatt, ahol aztán ígérete ellenére egy másik nőt vett el a szülei jóváhagyásával.
Larry tudta nélkül Madelon egy fiú gyermeknek ad életet. Amikor a szerelme nem tér vissza, az apja rá akarja venni, hogy menjen hozzá Huberthez (Alan Hale), egy parasztemberhez. Madelon megtagadja, hogy megváljon törvénytelen fiától, ezért Hubert és apja megszakít vele minden kapcsolatot. Ezután egy régi ismerőse, Carlo Boretti gróf (Lewis Stone) szeretője lesz, mialatt Rosalie (Marie Prevost) és Victor Lebeau (Cliff Edwards) veszik gondjaikba a gyermekét.
Boretti gróf egy idő után megkéri Madelon kezét, a nő igent mond. Mikor ünnepelni indulnak a rendőrség letartóztatja a férfit, mint ékszertolvajt. A felelősségrevonás elől a gróf az öngyilkosságba menekül, Madelont pedig bűnrészesség vádjával tíz évre ártatlanul bebörtönzik. Mikor 1919-ben kiszabadul elindul meglátogatni tizenéves fiát, aki egy állami bentlakásos iskola növendéke. Az iskola orvasa Dr. Dulac elmondja neki, hogy a fia soha nem találhat jó munkát a bűnözői családi háttere miatt. Madelon nem akar hasonló sorsot gyermekének, ezért azt mondja neki, hogy az anyja meghalt.
Madelon eltökéli, hogy a háttérből finanszírozni fogja fia orvosi tanulmányait. A prostitúciót iparszerűen kezdi űzni, az évek alatt sokat veszít szépségéből, egyre nehezebben tudja eladni magát, de végül eléri a célját mikor Lawrence megszerzi diplomáját.
Madelon megöregedve és nincstelenné válva eldönti, hogy feladja szabadságát és rábízza magát az állam jótékonyságára, de előtte még meglátogatja orvos fiát, ahol egy páciensnek adja ki magát. Amikor távozni készül találkozik Dr. Dulackal, aki meggyőzi barátját Dr. Claudetet – akinek még mindig nincs tudomása Madelon kilétéről – hogy gondoskodjon a nőről.
Miután Alice végighallgatta az önfeláldozó nő történetét, azt javasolja férjének, hívja meg hozzájuk Madelont, hogy éljen velük.

## Szereposztás
| Színész           | Karakter             |
| ----------------- | -------------------- |
| Helen Hayes       | Madelon Claudet      |
| Lewis Stone       | Carlo Boretti gróf   |
| Neil Hamilton     | Larry Maynard        |
| Jean Hersholt     | Dr. Dulac            |
| Robert Young      | Dr. Lawrence Claudet |
| Cliff Edwards     | Victor Lebeau        |
| Marie Prevost     | Rosalie Lebeau       |
| Karen Morley      | Alice Claudet        |
| Alan Hale         | Hubert               |
| Charles Winninger | M. Novella           |
| Halliwell Hobbes  | Roget                |
| Lennox Pawle      | Felix St. Jacques    |
| Russ Powell       | Monsieur Claudet     |

## A produkcióról
A film eredetileg a The Lullaby címet kapta. Az első bemutató vetítés alapján a kritikusok le voltak nyűgözve Hayes alakításától, de a történetet túl egysíkúnak és ömlengősnek találták. A producer Irving Thalberg ekkor a színműíró Charles McArthur segítségét kérte – aki Hayes férje volt -, hogy orvosolja a forgatókönyv hiányosságait. McArthur alaposan átdolgozta azt, több lényegtelen karaktert kihagyott és a történetet egy visszaemlékezés keretébe helyezte.
Hayes közben szerepet kapott a Samuel Goldwyn irányításával készülő Arrowsmithben, és be is fejezte azt a produkciót, mielőtt Thalberg filmjének utolsó változata elkészült volna, amit később átneveztek Madelon Claudet bűnére. Mindkét film széles körben elismertté tette a Helen Hayes nevet.

## Díjak
- Oscar-díj (1932)
  - díj: legjobb női főszereplő – Helen Hayes
- Velencei Nemzetközi Filmfesztivál (1932)
  - díj: legmegérintőbb film – Edgar Selwyn
  - díj: legjobb női színész – Helen Hayes

## Fordítás
- Ez a szócikk részben vagy egészben  a   The_Sin_of_Madelon_Claudet című angol Wikipédia-szócikk fordításán alapul.  Az eredeti cikk szerkesztőit annak laptörténete sorolja fel. Ez a jelzés csupán a megfogalmazás eredetét és a szerzői jogokat jelzi, nem szolgál a cikkben szereplő információk forrásmegjelöléseként.